# Vannes-sur-Cosson
Vannes-sur-Cosson là một xã trong tỉnh Loiret, vùng Centre-Val de Loire bắc trung bộ nước Pháp.